# (400347) 2007 VD59
(400347) 2007 VD59 es un asteroide perteneciente al cinturón de asteroides descubierto el 1 de noviembre de 2007 por el equipo del Spacewatch desde el Observatorio Nacional de Kitt Peak, Arizona, Estados Unidos.

## Designación y nombre
Designado provisionalmente como 2007 VD59.

## Características orbitales
2007 VD59 está situado a una distancia media del Sol de 2,419 ua, pudiendo alejarse hasta 2,652 ua y acercarse hasta 2,185 ua. Su excentricidad es 0,096 y la inclinación orbital 6,428 grados. Emplea 1374,42 días en completar una órbita alrededor del Sol.

## Características físicas
La magnitud absoluta de 2007 VD59 es 17,1. 